# 托尼·布莱尔
，KG（1953年5月6日—），英國政治人物，生于苏格兰爱丁堡，1994年至2007年任工黨黨魁，1997年至2007年任英國首相。在2007年6月27日辭任黨魁、首相及下議院的英格蘭東北部塞奇菲爾德選區議員，另外又獲中东问题有关四方委任為中东问题特使，直至2015年。
貝理雅自1994年7月21日起出任工黨黨魁，接替突逝的前黨魁約翰·史密斯。在他領導下，工黨進行重新定位及調整路線，結果在1997年英國大選中取得了壓倒性勝利，結束了保守黨長達18年的執政時期，而那次也是保守黨自1832年以來輸得至為慘烈的一次大選。布莱尔執政10年，是工黨歷史上在任最長的首相，也是該黨唯一一位帶領工黨連續三次贏得大選的首相。他在任內雖然進行了不少的成功改革，但因支持及參與美國領導的伊拉克戰爭，而使得其相關政策備受爭議。
他的政治思想被称为布莱尔主义。

## 家庭背景
貝理雅出生於蘇格蘭愛丁堡的瑪麗皇后留產院（Queen Mary Maternity Home），是里奧·布萊爾及妻子黑茲爾·布萊爾所生的次子。其父（里奧）原為兩名英格蘭演員的私生子，後來被名叫詹姆士·布萊爾的一位船塢工人及妻子瑪麗所收養。其母（黑茲爾）本姓「克羅斯卡登」，與身為屠户兼橙帶黨成員的父親喬治·克羅斯卡登原居於愛爾蘭的巴里香農，後於1916年遷居至格拉斯哥，早逝於1923年。布莱尔還有一位妹妹和兄長，分別名叫莎拉·布萊爾和貝偉廉。他的哥哥是一位大律師兼御用大律師。
貝理雅在出生以後的頭19個月中都住於愛丁堡。當時其父正任職為稅務督察，並同時在愛丁堡大學攻讀法律學士學位。後來在1950年代，布莱尔曾舉家搬到澳洲阿德莱德的達利奇（Dulwich）市郊，當時其父在鄰近的阿德莱德大學內擔任法律講師。

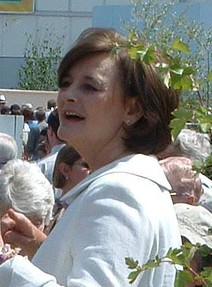
彭雪玲 QC

貝理雅一家在1950年代末期返回英國，曾一度寄住在母親黑茲爾位於格拉斯哥附近的家。不久以後，全家又搬到了英格蘭達拉謨，父親更在達拉謨大學擔任講師。他本人早年在達拉謨的唱詩班學校讀書，後來轉到位於愛丁堡的著名寄宿獨立學校，有「蘇格蘭伊頓」之稱的費蒂斯公學就讀。在費蒂斯公學，他認識了來自鄰校愛丁堡學院的范克林，而日後范克林更在貝理雅的政府中出任大法官一職。
在費茨書院畢業後，貝理雅曾花一年在倫敦嘗試推廣搖滾音樂，之後再入讀牛津大學聖約翰學院，主修法學。大學期間，他曾熱忱於彈奏吉他，並成為一支搖滾樂隊「醜陋謠言」（Ugly Rumours）的成員及歌手，除此之外，他更曾邂逅日後成為導演的瑪麗·哈倫（Mary Harron）。在牛津大學以二級榮譽畢業後，於倫敦大學城市學院屬下的城市法學院修读法律而成为一位大律师。他以大律師學生的身份成為林肯法律學院的一員，並於後來在大律師艾偉儀（艾偉儀後來曾在貝理雅政府出任大法官）的律師行工作期間，結識了他的未來妻子谢丽。據律師界的人士透露，當時布莱尔已經有志要成為英國首相，不過卻還未決定投靠哪一個黨派。
貝理雅與彭雪玲在1980年3月29日結婚。布莱尔原本是聖公會教徒，但因谢丽與他們的孩子均為天主教徒，故布莱尔2007年12月改信天主教。他們兩人共有4名孩子，分別叫茹安（Euan）、尼基（Nicky）、凱思林（Kathryn）和里奧（Leo）。當中，里奧於2000年5月20日出生，是過去150年以來首位在英國首相任期內所誕下的合法兒童，而上一位則是約翰·羅素勳爵在1849年7月11日所生的法蘭西斯·羅素。
雖然貝理雅曾表示不願子女受傳媒的滋擾，但茹安和尼基的教育事務卻曾成為了一項政治爭議。不少左翼份子批評，為何茹安和尼基沒有被派往他們家附近的天主教學校，而是獲派到著名的倫敦私人禮拜堂學校。此外，有輿論更曾批評有西敏公學的職員被指派為茹安作私人補習。

## 早年政治生涯
貝理雅在1975年從牛津大學畢業後不久就加入了工黨。後在1980年代初期，他曾活躍參與工黨在南哈克尼與肖爾迪奇（Hackney South and Shoreditch）選區的事務，並和黨內所謂的「軟左派」連成一線。貝理雅曾參選哈克尼自治鎮議會，但是失敗，之後在岳丈安東尼·布思的協助下，貝理雅與工黨國會議員湯姆·彭德魯（Tom Pendry）聯絡，試圖在國會找一份差事。彭德魯曾帶貝理雅遊覽下議院，又以其人脈關係，建議他到比肯斯菲爾德的補選中競逐國會議員。比肯斯菲爾德一向是保守黨穩佔的選區，結果貝理雅在那次1982年的補選中只得到10%選票支持。然而，雖然貝理雅未能當選，但時任工黨黨魁邁克爾·富特卻對他甚為賞識，並為他在黨內謀取了一份黨職。不同於後期所走的溫和路線，貝理雅早年曾自認是社會主義者。從他在一封於1982年7月寫給黨魁的信中，就明顯反映出他的激進思想。
在1983年英國大選期間，英國國會的選區出現了大幅調整，其中貝理雅童年所居的達拉謨附近更新劃出一處叫塞奇菲爾德的選區，而且還未有工黨黨員正式提出角逐。雖然當時有好幾位因選區改劃，而另覓選區的黨員看中了那裡，但貝理雅在約翰·波頓（John Burton）的大力支持下，他最終擊敗另一位的工黨人選里斯·赫克菲爾德（Les Huckfield），在最後一刻成功代表工黨在該選區出選。而波頓日後則成為了貝理雅的助手，更是他最信任，關係維持最久的盟友。
貝理雅於競選期間，他的政綱大致上採納了工黨在1980年代初所走的左翼路線。他雖然呼籲英國應該脫離歐洲經濟共同體，但他個人在黨內的會議中卻表態支持英國不放棄會籍。由於貝理雅亦是解除核武運動的成員，因此他競選時也支持解除核武的大方向。結果，當年工黨雖在1983年大選取得大敗，但由於塞奇菲爾德一向是工黨的據點，使貝理雅當選下院議員，當時年僅30歲。
在1983年7月6日，貝理雅第一次在英國下議院發表他的處女發言。當中他提到：
我是一位社會主義者，我這思想不是從教科書而來，也不是從傳統而來。我只不過相信，它的最大好處就是，社會主義很大程度上代表了理性和道德的存在。它代表合作而非對抗；代表友誼而非恐懼。它代表了平等。
工黨的黨憲一直說明工黨是一個信奉民主社會主義，而非信奉社會民主主義的政黨。但後來貝理雅在修改黨綱第四款一事的議提上，則宣稱工黨是一個社會主義政黨。

## 反對黨影子內閣生涯
當選下院議員後，貝理雅很快受到了重用，在1984年獲任為在財政部事務方面的助理發言人，並得以調到議事堂的前座就座。期間，他曾經在1985年10月要求就英倫銀行出手挽救莊信萬豐銀行倒閉一事召開調查外，後來又揭發保守黨內有人為歐洲經濟共同體撰寫報告，抨擊英國經濟政策，使保守黨政府大感尷尬。此外，貝理雅又站到黨魁金諾克的立場，支持對工黨進行改革。
在1987年英國大選後，貝理雅獲工黨進一步重用，到影子貿易及工業隊伍中，擔當對倫敦市事務的發言人。同時，他又為加入影子內閣參與競選，後來雖然落選，但他始終成功取得了77票支持。
1987年10月，英國發生黑色星期五股災。事後，貝理雅批評有倫敦商人「軟弱無能」，部份人「道德備受質疑」，另外他又抨擊伦敦证券交易所未有為小股民提供合理的服務，這些言論使他受到了相當的重視。1988年，貝理雅終於成功進入到影子內閣，出任影子能源大臣，到翌年又改任影子就業大臣。在影子就業大臣任內，貝理雅依從了黨內的意願，在勞工法的事務上支持從歐洲引入「社會憲章」，並放棄提倡僱主所聘僱員必須加入工會的理念。貝理雅在1989年12月宣佈這個改變的時候，引起了黨內不少左翼人士的不滿，但也同時間得到黨內不少人，如時任黨內通訊總監文德森的青睞。在1990年，貝理雅在工黨大會中首次發表大型演說。
在1992年英國大選期間，貝理雅曾著手革新工黨的形象，另外又提出實行極具爭議性的最低工資政策。然而，工黨卻在那次大選中再次落敗，黨魁金諾克宣佈辭職，由約翰·史密斯接任，而貝理雅則獲任影子內政大臣。在當時，工黨被普遍認為在關注社區罪惡不足，而貝理雅在任內則設法為工黨洗脫這種評價。他曾經建議提升監獄的收容量，又指出1960年代提倡的「自由風氣」使國民缺乏社區責任心。另一方面，貝理雅亦支持將同性性行為的合法年齡降至16歲，以及主張在法律上完全廢除死刑。
1994年，工黨黨魁約翰·史密斯因心臟病突發去世，由副黨魁貝嘉晴接任。未幾，工黨舉行了黨魁選舉，最終貝理雅擊倒另外兩名候選人貝嘉晴和彭仕國，正式出任英國工黨黨魁。上任後，貝理雅按慣例獲聘任為樞密院顧問官，並准許使用「閣下」的稱謂。

## 反對黨領袖
貝理雅在1994年的工黨大會上曾經發言表示，他有意更改黨憲的第四款，加入新的目標和價值觀。當中，貝理雅建議刪除該款指出對「生產工具成為公有產權」的追求，使工黨決定放棄國有化。最終，第四款被換成另一段文字，表示工黨是其中一個信奉民主社會主義。貝理雅對黨綱的改動後在1995年4月召開的特別會議中獲得通過。
此外，貝理雅出任黨魁後致力於重新審視工黨的政策，務求改進工黨的形象，使之追上現代步伐，加強競爭力，為此，他就特別地以「新工黨」（New Labour）一詞，強調工黨已經今非昔比。誠然，貝理雅的改革的確曾受到其他黨派，以及黨內的傳統主義者加以批評，但事後證明他的改革的確成功挽回了不少民心支持。至於在1996年的工黨大會上，貝理雅則表示他3大關注的議題分別是「教育、教育和教育」。
受到馬卓安的保守黨政府施政不得民心所幫助（保守黨又因歐盟議題陷入嚴重分裂），貝理雅所帶領的工黨終於在1997年大選中贏得了壓倒性勝利，结束了工党连续十八年的在野生涯。而當年差5日便44歲的貝理雅更成為自利物浦勳爵於1812年出任首相以來，最年輕的首相。

## 入主唐寧街十號

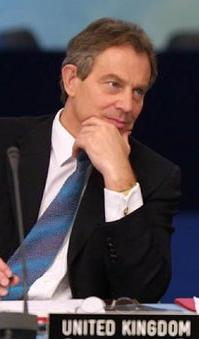
2002年，貝理雅在北約俄羅斯會議

貝理雅在1997年5月2日正式出任英國首相，他兼領的職務還包括有第一財政大臣、公務員事務部長、英國工黨黨魁、以及英格兰東北部塞奇菲爾德選區議員。作為英國內閣首長，他也是樞密院顧問官。貝理雅是工黨歷史上在任最長的首相，也是該黨唯一一位帶領工黨連續3次贏得大選的首相。
貝理雅任內帶領工黨走中間路線，帶來了很大的爭議。此外，他總愛以「新工黨」的旗號來支持其自由貿易及市場經濟的觀點，以及區別黨內過往奉行的集體主義。
在國內事務上，貝理雅明顯在衛生和教育事務上增加公共開支，同時又在那些範疇引入具爭議性的「市場主導改革」。貝理雅任內亦見證了最低工資的落實、調高專上教育學費、進行大幅度憲法改革（例如下放權力到蘇格蘭和威爾斯），以及成立北愛爾蘭自治政府，推動和平進程。至於英國經濟在貝理雅治下也表現良好，而他甚至繼承了保守黨過往的理念，堅持不加入息稅。
自從911事件發生和反恐戰爭在2001年開展以來，貝理雅視美國為緊密的盟友，並大力給予支持。當中，他更曾在2001年和2003年，分別支援美國出兵阿富汗和伊拉克。貝理雅支持英國出兵伊拉克的決定，使他遭受到各界十分強烈的抨擊。

### 北愛和平協定
貝理雅領導的工黨政府上任後，一改過往保守黨政府對北愛爾蘭問題的強硬立場，推動和平進程。1998年12月26日貝理雅成為第一位在愛爾蘭國會發表演說的英國首相。同年英國政府和愛爾蘭政府簽署貝爾法斯特協議，成立北愛爾蘭的自治政府。

### 下放權力
貝理雅領導的工黨政府上任後，即下放權力予蘇格蘭及威爾斯，給予蘇格蘭及威爾斯大部分的地方自治權力，其中蘇格蘭三百多年後再在1999年重新成立蘇格蘭議會，威爾斯議會亦於1999年的成立。向蘇格蘭下放權力，本是加強在當地佔優勢的工黨在當地的管治，但亦使支持蘇格蘭獨立的蘇格蘭民族黨崛起，逐漸主導蘇格蘭的政治，工黨在蘇格蘭的政治優勢反而受到削弱，並於2007年失去蘇格蘭政府的管治權。而威爾斯獲得自治權後，工黨亦繼續在當地保持優勢，一直維持管治權至今，但威爾斯黨亦取得一定的政治優勢。其後，2000年，工黨政府亦決定恢復大倫敦政府，取代1986年被保守黨政府廢除的大倫敦議會。不過，這個大倫敦政府與大倫敦議會相比，地方自治的權力受到削弱，大倫敦政府必須與大倫敦33個自治市政府分享地方自治的權力。取而代之的是實行大倫敦政府的市長直接民選，由貝理雅的長年政敵、工黨黨內激進左派，脫黨參選的肯·利文斯通當選首任大倫敦市長。

### 任內誕子
2000年，幼子里奧出生，貝理雅成為英國150年來第一個在唐寧街生子育兒的在職首相。

### 成功連任
在2001年英國大選中，工黨再度保持了其前所未有的巨大優勢，貝理雅成為第一位贏得第二任的工党首相。保守黨黨魁夏偉林辭職，他是自1920年代奧斯丁·張伯倫以來第一位沒有成為首相的保守黨黨魁。

### 阿富汗戰爭
在911事件後，貝理雅很快地宣佈與美國站在一起，在阿富汗戰爭之前他參與了一系列穿梭外交，幫助鞏固了國際的反恐聯盟，訪問了許多其他國家領導人可能認為太危險的國家。

### 伊拉克戰爭
貝理雅是對美國總統喬治·W·布希有關進攻伊拉克計畫的堅定支持者，這項計畫具有很高的爭議性。
貝理雅很快成為主戰派的代表人物之一，經常與持堅定反戰立場的法國總統希拉克發生磨擦。貝理雅被認為比小布希更善於演說，他在戰爭爆發前發表了多篇演說，強調推翻薩達姆政權的必要性。
雖然薩達姆被指控擁有大規模殺傷性武器是美英發動戰爭的最主要理由，貝理雅也強調薩達姆踐踏人權的記錄，以此來為戰爭辯護。
在2003年的美伊戰爭中，英國軍隊也參與其中。戰後至今也沒有在伊拉克發現任何大規模殺傷性武器，因此在英國國內造成了針對首相的很多爭議，其中很多是來自工黨黨內的。工黨內有許多人不喜歡布希，並且反對伊拉克戰爭。不過在政府表決通過支持伊拉克戰爭的法案中，國會下議院在二讀表決，以412票支持、149票反對，通過支持英國參與伊拉克戰爭。絕大多數的保守黨議員，以及超過一半的工黨議員支持戰爭法案。部分工黨議員選擇投反對票及棄權，而全部自由民主黨議員則投反對票。
2003年8月1日貝理雅成為歷史上任期最長的工党首相，但是伊拉克武器調查專家大衛·凱利博士的死亡陰影籠罩著，工黨內沒有任何慶祝活動。
2004年1月27日和1月28日兩天可以算是貝理雅政治生涯中最危險的兩天，被稱為“在地獄中的24小時”。由於工黨內部的反對，他的高等教育法案有可能沒有辦法通過二讀——這是他上任後面臨的首次類似的政治危機。第二天，關於大衛·凱利博士死亡調查的赫頓報告也將公佈，大多數人預測報告將指責貝理雅及其政府。最終，關於調漲大學學費的法案以5票之差獲得通過。而赫頓勳爵的報告則著重批評了BBC的報導不周，對政府的失誤輕描淡寫。
雖然赫頓報告為政府辯護，有關導致伊拉克戰爭的情報使用問題又浮上臺面。貝理雅最終決定再啟動另一項調查，而這次是評估戰爭爆發前情報的使用。

### 健康問題
2003年10月19日布莱尔曾因心脏问题接受治疗。

### 三度勝出大選
在2005年英國大選中，工黨再度勝出，但議席多數減至55席，僅以355席勉強保持過半數，而普選票僅比保守黨多三個百分比。貝理雅成為第一位贏得第三任的工党首相。
大衛·卡麥隆在2005年12月6日成為新的保守黨黨魁後，工黨民望回落。

### 宣佈下野
2006年年初，工党爆出“金钱换爵位”经济丑闻，几名被工党提名为上院议员候选人的富商被曝在2005年议会选举前向工党提供了价值数百万英镑的秘密贷款。3月18日，一名工党内部人士表示这起事件与首相布莱尔有直接联系。此後在黨內逼宮的壓力下，貝理雅在2006年9月7日宣布將於2007年9月的工黨大會舉行時辭去黨魁一職。2007年5月10日，他又宣佈自己會在6月27日提前辭任黨魁。在其辭職聲明中，貝理雅授引了杜魯門的話，認為在伊拉克戰爭一事上「做了我自己認為正確」的決定。6月27日，他在國會下議院出席最後一次的首相答問環節，其後他向女皇辭去首相一職，結束10年的首相生涯。之後他再辭去下議院議員，結束24年的下議院議員職務。其後獲聯合國任命為中東問題特使。

## 與國會的關係

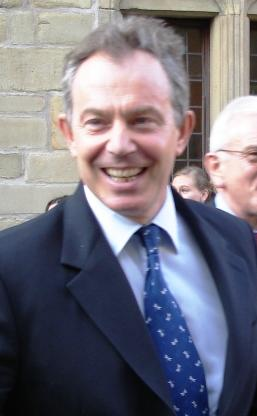
2007年3月的貝理雅。

貝理雅任內曾對下議院的議事程序作了不少改革。他上任後的第一項改動就是將以往在每星期二和四，每次長15分鐘的首相答問環節進行合併，變為每星期只在星期三舉行，但時間則延長至30分鐘。貝理雅表示這樣是為了讓答問環節更具效率，但批評者卻反駁他這樣做只為方便準備問題答案。除首相答問環節外，貝理雅又會在每月舉行一次記者會，讓記者就不同問題作發問，而氣氛也要比國會辯論融洽。
其他的議事改革則把括調整國會會議進行的時間，使之更接近一於般商業機構上下班的運作模式。

## 與媒體的關係
一般認為，貝理雅應付媒體的技巧遠高於他在國會辯論的能力。他在電視鏡頭面前，總顯露出政治領袖應有的魅力、往往給予觀眾現代、不拘謹和善於表達之感覺。或許世人對貝理雅留下最深刻的電視講話，就是他在1997年8月對威爾斯王妃戴安娜之死所發表的演說，當中他以「人民王妃」形容戴安娜，及後即廣為人們所競相採用。
另一方面，貝理雅任內亦以重用新聞秘書而著稱，當中比較著名的有阿拉斯泰爾·坎貝爾，他曾自1997年5月至2001年6月8日出任首相辦公室發言人，後來更改任首相通訊與策略總監，惟事後於2003年8月29日因為赫頓調查一事辭職。貝理雅與坎貝爾兩人常常被外界批評和讽刺，指他們透過種種「政治化妝」的手段去影響新聞消息。

## 與白高敦的關係
早在約翰·史密斯於1994年去世後，貝理雅與白高敦兩人曾同被視為新黨魁的熱門人選，而他們兩人亦曾許下諾言，答允互相合作。最初，由於布朗認為自己資歷較高，布莱尔理應會讓路給他，但後來兩人卻發現貝理雅更取得公眾的支持。1994年5月30日，布朗向布莱尔承諾不競逐黨魁之職，而布莱尔則答應擔任黨魁一定時間後就會退位（一說8年兩任），以作回報，但他卻在公開場合，多次否認兩人之間有任何類似交易。而相關傳聞後來更在2003年9月被英國第四台拍成電視劇《君子協定》（The Deal）。
過去有不少媒體報導，上任首相後的貝理雅，曾多次作出暗示（甚至承諾），表示願意在白高敦期望的時限內下台。然而事實上，布莱尔在首相任內以及2005年後多番拒絕辭職，使得他與布朗兩人關係日益不和。至於時任英國副首相彭仕國則被傳媒形容為「婚姻指導顧問」，寓意他經常在雙方之間充當中間人來進行調解的角色。
另一方面，貝理雅最初上任之時，曾特別地讓白高敦擁有自主權。故此在他的同意下，布朗可以以財政大臣之位，自由對經濟政策作出決定。但據唐寧街知情人士透露，布莱尔後來對此深感後悔，因為日後就重要的經濟事務作決策時，布朗往往將他排除在外。
在2007年5月2日，貝理雅終於宣佈在一星期內宣佈自己的下台時間，另外還鼓勵及支持白高敦競逐工黨黨魁。2007年5月10日，他又在自己的選區塞奇菲爾德宣佈將在同年6月27日卸任首相一職，至此他的下台疑團才得以正式消除。

## 宗教信仰
貝理雅作為公眾人物，但在公開場合甚少談及他的宗教信仰，但他曾被認為是一位盎格魯大公主義者——亦即是英國聖公會高派中最傾向保持天主教傳統一派的成員。高教派是一個容納羅馬天主教的基督教派別，而貝理雅的妻子彭雪玲本人及子女皆是羅馬天主教徒。貝理雅平時在倫敦一般會與家人到天主教的西敏大教堂參與彌撒，但是當地的樞機主教休姆卻批評他不是天主教徒，卻在彌撒中領聖體（聖餐）。
在2006年3月4日ITV1電視台的訪問中，貝理雅向節目主持邁克爾·柏金遜（Michael Parkinson）討論伊拉克戰爭的時候，談及了其基督教信仰。他說自己曾在此議題上祈禱，並說上帝會對他作的決定進行審判。
至於在另一份雜誌的訪問中，貝理雅則表示到，他長於基督教的環境，但「上牛津以前都未有真正的去實踐信仰」，直至在大學遇到一位澳洲牧師後，才重新使他對信仰產生興趣。此外他又認為信仰不是一對一的，不限於自己與相距甚遠的上帝，而是關係到自己與身邊的世界。從這種看法，使他見到信仰與社會的關係，亦使他找到了世界的合理所在。
然而坊間對貝理雅的信仰仍存有很多疑問。有次貝理雅在公開場合訪問中談及基督教信仰時，更被他的顧問、首相通訊與策略總監阿拉斯泰爾·坎貝爾以「我們不碰上帝之事」（We don't do God）為理由打斷。
2007年12月21日貝理雅正式加入天主教。

## 批評
對貝理雅的批評主要集中於他與美國總統喬治·W·布希的關係，以及他對中東，包括伊拉克戰爭、2006年以黎衝突和以巴衝突所採的政策。此外他亦被批評以「政治化妝」的手法扭曲新聞，誤導國民。貝理雅也是歷史上首位遭警察問話的在任英國首相。

### 總統主義
有不少人士批評貝理雅仕內比較專斷，漠視內閣閣僚與下議院的意見。其作風常令人感覺他不是一位首相，反而像一位總統或國家元首，這點有違他的身份。

### 對美關係

貝理雅曾多次會晤美國總統喬治·W·布希，上圖在2004年11月12日攝於白宮。

在美國總統比尔·克林顿任內，貝理雅已經與他建立了友好的私人關係，此後喬治·W·布希雖然接任美國總統，但貝理雅仍與他建立起強而有力的政治同盟，並積極在外交政策上連成一線。不過，前南非總統曼德拉說過貝理雅尤如布希的外交部長。此外又有人直指貝理雅是「布希的捲毛狗」，反映出貝理雅在外交政策上令人有盲目附和美國的感覺。就連美國國務院官員肯德爾·邁爾斯（Kendall Myers）也指出布希對待英國首相的態度某程度上使他感到「蒙羞」，他認為兩人的聯盟是單向的，布希沒有回報貝理雅，兩者之間也不是互惠互利。
當然，布希對貝理雅和英國加以讚揚，又曾在紀念九一一的活動上說「美國沒有比大不列顛更真誠的朋友」。可是，他與布希建立的同盟關係，仍然使貝理雅在不少英國人眼中大打折扣。后来当布什卸任总统后在个人自传《抉择时刻》评价世界各主要国家领导人时写到“我在世界舞台上最亲密的伙伴和最好的朋友”、“作为我们的盟友，他从来不曾动摇过”。

### 中東政策及對以色列的關係
貝理雅早年加入工黨不久以後，便加入一個叫工黨以色列之友的組織。1994年，一位昔日與貝理雅在同一所律師行工作的同事，在一次以色列外交官所辦的晚宴中，向他介紹一位叫邁克爾·利維（Michael Levy，後來成為利維勳爵）的人。利維是流行音樂界的大人物，也是位熱心於協助猶太社區籌款的人。貝理雅與利維未幾就成為了好朋友，兩人更時常一起打網球。而工黨黨魁專款在利維管理之下，則成功在1997年大選前取得了亞歷克斯·伯恩施坦和羅伯特·加羅恩等人的鼎力資助，此兩人後來即獲封終身貴族。至於利維本人亦在1997年獲封終身貴族，而到2002年美伊戰爭爆發前，更獲貝理雅任命為中東特使。利維常對貝理雅加以讚揚，指他對「以色列國提供堅定與誠懇的支持」，他對自己則形容是其中一位「頂尖的國際錫安主義者」。
可是到了2004年，有多達50名英國外交官站出來，對貝理雅在以巴冲突所作的政策作出強烈批評，其中批評者更不乏英國駐巴格达以及特拉维夫的大使。他們對英國在2003年跟隨美國出兵伊拉克表示「深切關注」外，又指「現在是時候去將我們的不安訴諸公眾，以望國會能聽到我們的聲音，重新就現行政策作重新評估」。除此以外，他們又敦促貝理雅如果要盡美國盟友的責任，就很應該「以忠實盟友的角色施加真正的影響力」。這批外交官同時又批評英、美並沒為入侵伊拉克後訂下「妥善的善後計劃」外，又罔顧伊拉克平民百姓的生命安危。最後，他們批評貝理雅在以巴和平進程之中，支持保留約旦河西岸地區的以色列猶太人殖民区是「一大退步」，而他們的不滿也是「貝理雅所一手造成的」。他們認為貝理雅這樣是「放棄了過去40年來，指引國際間盡力重建這片聖地的原則」。
2006年，貝理雅由於未在以黎衝突中呼籲雙方停火，結果再受責難，而這次更有閣揆公開對以色列表示不滿。當中，曾任外相的下議院領袖施仲宏就表示以色列的行動會令黎巴嫩陷入動盪之中。而另一位官員—外交部的賀偉成亦聲言「對以色列所採的軍事策略感到費解」，又指以色列的行動「造成了無辜百姓傷亡」。此外據《觀察家報》報導，貝理雅在2006年7月28日起程與美國總統布希召開峰會前，曾有為數不少的內閣閣揆向貝理雅施加壓力，要求他公開就以色列對黎巴嫩的攻擊所造成之無辜傷亡，加以抨擊。

### 與黨內的關係
貝理雅在任後期遲遲未交代下台的確實時間，使他受到了英國傳媒和國會議員的批評。據報，有內閣閣揆相信貝理雅遲遲不交代下台時間，是因為他有意第四度角逐大選。2006年暑假，貝理雅一家曾到加勒比海渡假，返國後他表示希望各界停止對他的下台時間作揣測，結果激起不少工黨忠實支持者的不滿。
誠言，貝理雅政府引入了不少工黨內的左派支持的經濟政策，例如設立最低工資和立法保障儿童脫貧，不過他在國防外交事務上卻被指走右翼路線，與之前保守黨的政策相近。貝理雅走中間路線的第三條道路，使他在任期間得到不少中間選民的支持。惟正如不少人指責美國民主黨參議員喬·李伯曼信靠共和黨的国防外交政策一樣，有不少人指貝理雅其實是徹頭徹尾的新保守主義者或，甚至有人形容他是「戴卓爾的兒子」。然而，卻對這種看法不表認同，她在1997年大選前表示不願意看到貝理雅當首相。她又在2005年的一個電視訪問中就認為，她與貝理雅的相似僅限於表面；不過貝理雅卻經常公開表示自己仰慕撒切尔夫人。

### 支持率
2006年5月，《每日電訊報》曾報導貝理雅的支持度跌至只有26%，比起當年韋爾遜將英鎊貶值後，以及卡拉漢在「不滿的冬天」期間所得的支持率還要低，這表示貝理雅成為了戰後最不受歡迎的工黨英國首相。不過，以有紀錄以來計，保守黨的戴卓爾夫人與馬卓安曾得到比這個數字更低的支持率。但值得一提的是，當年貝理雅在1997年大選完結時，他曾取得了歷史上英國首相最高的支持率。

### 伊拉克战争罪行
2011年11月22日，由马来西亚前首相马哈迪·莫哈末所成立的吉隆坡战争罪行仲裁庭经过四天的听证判决，美国前总统乔治·沃克·布什和布莱尔在伊拉克战争期间犯下的“危害和平罪”罪名成立。不过，该仲裁庭不被联合国承认，判决纯粹是象征性质，没有执法权利。

## 卸任后
貝理雅卸任後，首相與黨魁之職由其財相白高敦接任，而貝理雅則隨即獲中东问题有关四方委任為中东问题特使。他成立了与宗教有关的基金会（Tony Blair Faith Foundation），致力推动各宗教信仰的接觸及和解。此后他批评保守黨對欧盟的疑歐政策，在2014年他表明反对蘇格蘭独立，並支持英國續留歐盟，惟英國最終在2016年6月23日以52%通過投票脫離歐盟。
2015年10月布萊爾接受CNN專訪時承認當年宣布參與對伊拉克戰爭是犯下錯誤他2007年卸任時堅稱：「我不認為應為我們在伊拉克的所作所為道歉。」但8年後改口願意部分認錯，但表示很難為推翻海珊一事認錯，只能居於婉轉的回答：「我認為一部分的事實是這樣。當年推翻海珊政權的國家，對現今情勢當然無法撇清責任。」
2018年12月，貝理雅表示若國會未能決定英國脫歐方案，便應舉行二次公投。
2021年10月，根据国际调查记者同盟披露的潘朵拉文件，托尼·布莱尔与妻子谢丽·布莱尔于2017年通过个人在英属维京群岛离岸公司收购Romanstone International Limited，买下Romanstone伦敦梅费尔的一幢办公楼，价值650万英镑。两人此举能节省31.2万英镑的印花税。据指，Romanstone的董事与巴林扎亚尼（Al Zayani）政治家族关系密切，其中一位是巴林工业、商务及旅游部长Zayed Rashid Al Zayani。
2021年12月31日，英女皇宣布册封布萊爾為嘉德勋章騎士。布萊爾回應道：“這是一個極大的榮譽”。他表示，擔任首相是一種“極大的榮幸”，並補充說：“我要感謝所有在政治、公共服務和社會各個方面與我並肩作戰的人，感謝他們對我們國家的奉獻和承諾。”
2022年7月16日，布莱尔在伦敦发表重要演讲，分析和预测国际格局未来的演变。

## 榮譽
- 英国
  -  嘉德勋章騎士 (Knight Companion of the Most Noble Order of the Garter)

## 雜記
- 在2006年上映的電影《女王》中，貝理雅一角由米高·辛飾演。
- 在2005年，貝理雅曾在動畫《辛普森一家》的其中一集內演出。

## 著作
- 2003年：Iraq's Weapons of Mass Destruction: The Assessment of the British Government Diane Publishing, ISBN 978-0-7567-3102-1（伊拉克的大规模杀伤性武器：英国政府的评估）
- 2002年：The Courage of Our Convictions 費邊社, ISBN 978-0-7163-0603-0（我们信念的勇气）
- 2000年：Superpower: Not Superstate? （Federal Trust European Essays） Federal Trust for Education & Research, ISBN 978-1-903403-25-9（超级大国：不是超级国家？ （联邦信托欧洲随笔））
- 1998年：The Third Way: New Politics for the New Century 費邊社, ISBN 978-0-7163-0588-0（第三条道路：新世纪的新政治）
- 1998年：Leading the Way: New Vision for Local Government Institute for Public Policy Research, ISBN 978-1-86030-075-2（引领潮流：地方政府的新愿景）
- 1997年：New Britain: My Vision of a Young Country Basic Books, ISBN 978-0-8133-3338-0（新英国：我对一个年轻国家的愿景，基础书籍）
- 1995年：Let Us Face the Future 費邊社, ISBN 978-0-7163-0571-2（让我们面向未来）
- 1994年：What Price Safe Society? 費邊社, ISBN 978-0-7163-0562-0（安全社会要付出什么代价？）
- 1994年：Socialism 費邊社, ISBN 978-0-7163-0565-1（社会主义）
- 《旅程 布莱尔回忆录》2011-09译林出版社

## 建議閱讀
- Abse, Leo. . Robson Books. 2001. ISBN 978-1-86105-364-0.
- Beckett, F. & Hencke, D. (2004). The Blairs and Their Court, Aurum Press, ISBN 978-1-84513-024-4
- ———. . Robson Books. 2003. ISBN 978-1-86105-698-6.
- Blair, Tony. (ed.) Iain Dale , 编. . Robson Books. 1998. ISBN 978-1-86105-139-4.
- ———. (ed.) Paul Richards , 编. . Politico's Publishing. 2004. ISBN 978-1-84275-089-6.
- Gould, Philip. . Abacus. 1999. ISBN 978-0-349-11177-3.
- Naughtie, James. . Fourth Estate. 2001. ISBN 978-1-84115-473-2.
- ———. . Macmillan. 2004. ISBN 978-1-4050-5001-2.
- Rawnsley, Andrew. . Hamish Hamilton. 2000. ISBN 978-0-241-14029-1.
- ———.  2nd edition. Penguin Books. 2001. ISBN 978-0-14-027850-7.
- Rentoul, John. . Little Brown. 2001. ISBN 978-0-316-85496-2.
- Riddell, Peter. . Politico's Publishing. 2004. ISBN 978-1-84275-113-8.
- Seldon, Anthony. . Free Press. 2004. ISBN 978-0-7432-3211-1.
- Short, Clare. . Free Press. 2004. ISBN 978-0-7432-6392-4.
- Stephens, Philip. . Viking Books. 2004. ISBN 978-0-670-03300-3.

## 延伸閱讀
- Blair, T. （2004）. "Blair, The Right Hon. A. C. L." from Who's Who, 156th ed., London: A & C Black
- Halsbury's Laws of England （2004）
- 英女皇 (電影) (2006)

## 外部連結
- 唐寧街10號 （页面存档备份，存于）
- 衛報有關貝理雅資料 （页面存档备份，存于）
- TheyWorkForYou.com—貝理雅 （页面存档备份，存于）
- 貝理雅 （页面存档备份，存于） 的投票成績
- 彈劾貝理雅運動
- Tony Blair在互联网电影资料库（IMDb）上的資料（英文）
- 女皇陛下政府：首相簡歷
- 貝理雅年代—時序線 （页面存档备份，存于）
- 貝理雅辭職聲明 （页面存档备份，存于）

| 官衔                   | 官衔                   | 官衔            |
| ---------------------- | ---------------------- | --------------- |
| 前任者： 貝嘉晴 (代理) | 反對黨領袖 1994–1997   | 繼任者： 馬卓安 |
| 前任者： 貝嘉晴 (代理) | 英国工黨黨魁 1994–2007 | 繼任者： 白高敦 |
| 前任者： 馬卓安        | 英國首相 1997–2007     | 繼任者： 白高敦 |